# 드로샤

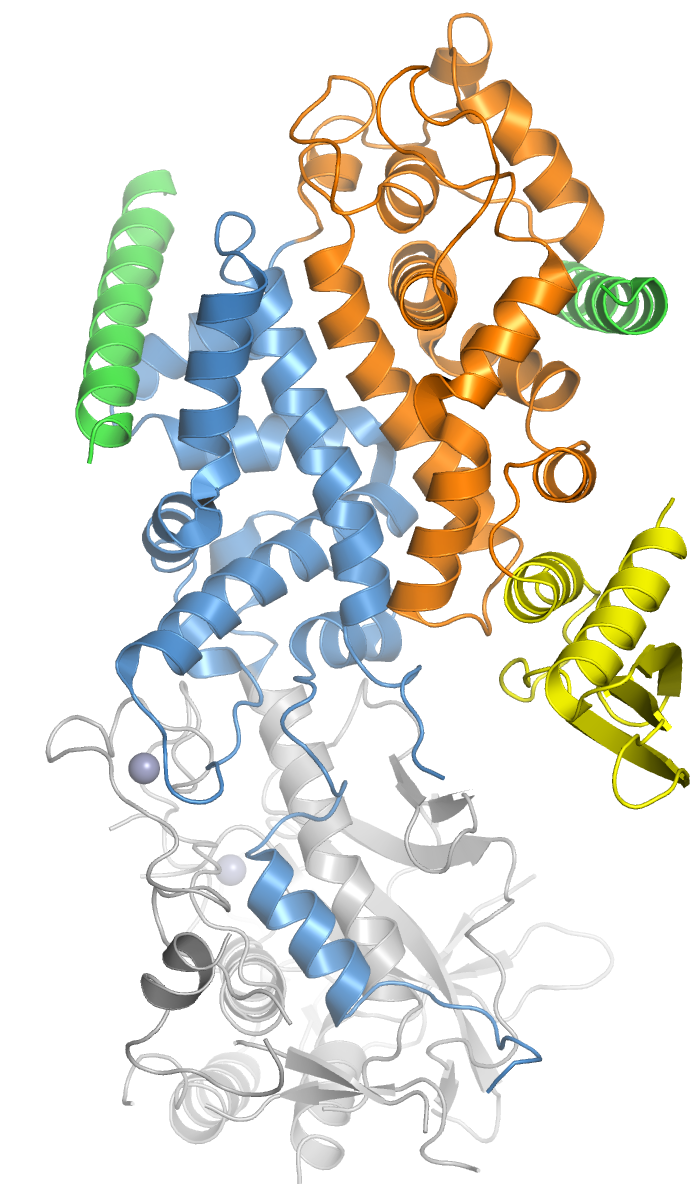
마이크로프로세서 콤플렉스의 핵심을 이루는 드로샤와 DGCR8의 결정 구조.

드로샤(Drosha)는 인간에서 드로샤(이전의 RNASEN) 유전자에 의해 암호화되는 클래스 2 리보뉴클레이스 효소 III에 속하는 효소이며, 마이크로 RNA 성숙 단계 초기에 작용하는 RNA 엔도리보뉴클레이스 효소로써 이중 가닥 RNA를 특이적으로 인지한다. 핵에서 miRNA 처리의 개시 단계를 실행하는 1차 뉴클레이스 효소이다. DGCR8과 밀접하게 작동하고 다이서와 상관 관계가 있으며, 암 예후와 HIV-1 복제에 대한 임상 실험 과정에서 중요한 것으로 밝혀졌다.

## 역사
인간 드로샤는 리보솜 RNA 전구체의 처리에 관여하는 핵 dsRNA 리보뉴클레이스 효소로 확인된 2000년에 복제되었다. miRNA의 처리 및 활성에 참여하는 다른 두 가지 인간 효소는 다이서 및 Argonaute 단백질이다. 최근 드로샤와 같은 단백질이 암 예후와 HIV- 복제에 중요한 것으로 밝혀졌다.

## 역할
이중가닥 RNA 특이적 엔도 리보뉴클레이스 효소의 리보뉴클레이스 효소 III 슈퍼 패밀리(그룹이라고도 함)의 구성원은 진핵 및 원핵 세포에서 다양한 RNA 성숙 및 붕괴 경로에 참여한다. RNase III 드로샤는 핵에서 microRNA (miRNA) 처리의 개시 단계를 실행하는 핵심 뉴클레이스 효소이다.
이렇게 생성된 마이크로 RNA는 RNA 간섭 경로의 일부로 상보적 메신저 RNA (mRNA)의 절단을 유도하기 위해 RNA-유도 침묵 복합체 (RISC)와 상호작용함으로써 다양한 다른 유전자를 조절하는 짧은 RNA 분자이다. MicroRNA 분자는 pri-miRNA로 알려진 긴 RNA 1차 전사 체로 합성되며, 이는 드로샤에 의해 절단되어 pre-miRNA로 알려진 약 70개의 염기쌍 길이를 가진 특징적인 줄기 루프 구조를 생성한다. pre-miRNA는 EXP5와 연관될 때 5' cap과 3' poly(A) tail이 제거되어 안정화된다. 드로샤는 이중가닥 RNA 결합 단백질 DGCR8 (D.melanogaster 및 C.elegans에서는 Pasha라고 함)도 포함하는 마이크로프로세서 복합체라고 하는 단백질 복합체의 일부로 존재한다. DGCR8은 드로샤 활성에 필수적이며 적절한 처리에 필요한 pri-miRNA의 단일가닥 단편을 결합할 수 있다. 드로샤 복합체에는 EWSR1, FUS, hnRNPs, p68 및 p72와 같은 여러 보조 요인도 포함되어 있다.
드로샤와 DGCR8은 모두 pri-miRNA에서 pre-miRNA로의 처리가 일어나는 세포 핵에 국한되어 있다. 이 두 단백질은 자동 피드백 루프에 의해 miRNA 생합성을 항상성으로 제어한다. 2nt 3' 돌출부는 상류 및 하류 처리 이벤트를 연결하는 세포질의 다이서가 인식하는 핵의 드로샤에 의해 생성된다. 그런 다음 Pre-miRNA는 RNase 다이서에 의해 세포 세포질에서 성숙한 miRNA로 추가 처리된다. 또한 핵 위치 신호를 포함하지 않는 드로샤의 isoform이 존재하여 c-드로샤가 생성된다. 이 변이체는 핵보다는 세포질에 국한되는 것으로 나타났지만 pri-miRNA 처리에 대한 영향은 아직 불분명하다.
드로샤와 다이서는 모두 DNA 손상 반응에 참여한다.
특정 miRNA는 기존의 생물 발생 경로에서 벗어나는 것으로 밝혀졌으며 드로샤 또는 다이서가 필요하지 않다. 이는 pri-miRNA를 pre-miRNA로 처리할 필요가 없기 때문이다. 드로샤 독립적인 miRNA는 인트론에서 miRNA를 인코딩하고 스플라이싱을 사용하여 드로샤 절단을 우회하는 유전자인 mirtron에서 파생된다. Simtron은 미르트론과 유사하고 스플라이싱과 무관하며 DGCR8 또는 다이서와 같은 표준 경로에서 대부분의 단백질이 필요하지 않지만 드로샤 매개 절단이 필요하다.

## 임상적 중요성
드로샤 및 기타 miRNA 처리 효소는 암 예후에 중요할 수 있다. 드로샤와 다이서는 모두 miRNA 처리의 마스터 레귤레이터 로 기능할 수 있으며 일부 유형의 유방암에서 하향 조절되는 것으로 관찰되었다. The Cancer Genome Atlas에서 드로샤의 대체 스플라이싱 패턴은 또한 c-드로샤가 다양한 유형의 유방암, 결장암 및 식도암에 풍부한 것으로 나타났다. 그러나 microRNA 처리와 종양 형성 사이의 정확한 연관성은 명확하지 않지만, 그 기능은 독립적인 검증을 기반으로 하는 siRNA knockdown에 의해 효과적으로 조사될 수 있다.
드로샤 및 기타 miRNA 처리 효소는 HIV-1 복제에도 중요할 수 있다. miRNA는 타고난 항바이러스 방어에 기여한다. 이두 가지 중요한 miRNA 처리 단백질인 드로샤와 다이서의 녹다운으로 확인할 수 있으며, 이는 HIV-1에 감염된 환자의 PBMC에서 바이러스 복제를 크게 향상시킨다. 따라서 드로샤는 다이서와 함께 HIV-1 복제를 제어하는 역할을 하는 것으로 보인다.

## 같이 보기
- 마이크로 RNA
- 다이서